# Кубена
Кубена — річка в Архангельській та Вологодській областях Росії, впадає в Кубенське озеро, належить басейну Північної Двіни.

## Загальна інформація

Схема басейну Північної Двіни

Довжина — 368 км, площа басейну — 11 000 км², середня витрата в нижній течії — 52,2 м³/с.
На річці розташоване місто Харовськ.
Кубена має витоки на Коношській височині, розташованої на півдні Архангельської області, неподалік від селища Коноша.
Від витоку тече на південь, русло звивисте, течія швидка, в руслі камені, шивери, перекати, під час повені велика частина з них іде під воду. Береги Кубени високі, лісисті.
Після Харовська течія річки заспокоюється, перекати зникають. У нижній течії річка розширюється до 200-300 метрів, при впадінні в Кубенське озеро утворює велику дельту зі складною конфігурацією проток. Біля початку дельти розташоване село Устя.
В межень Кубена сильно міліє. Судноплавна в низов'ях.

## Основні притоки
(Відстань від гирла)
- 14 км - річка Кихть (пр)
- 89 км - річка Сить (пр)
- 133 км - річка Сима (лів)
- 137 км - річка Сямжена (лів)
- 151 км - річка Катрома (пр)
- 213 км - річка Йомба (лів)
- 248 км - річка Вотча (лів)